# Ринне, Арто Павлович
Арто Павлович Ринне (род. 5 января 1966, Петрозаводск) — карельский музыкант финского происхождения. Заслуженный работник культуры республики Карелия.

## Биография
Родился 5 января 1966 года в Петрозаводске. По образованию — лингвист. В 1990 году окончил филологический факультет Петрозаводского государственного университета. Его бабушка и дедушка Ууно и Сайми Ринне бежали из Финляндии в Советский Союз в 1931 году. Деда расстреляли во время сталинских гонений в 1938 году. Сын Ууно, Паули Ринне, то есть отец Арто Ринне (1934—2021), был известным в Петрозаводске актёром, режиссёром и культурным деятелем.
Арто Ринне играл и пел в группах Santtu Karhu & Talvisovat, Myllärit и Sattuma. В 2006 году он записал свой первый сольный альбом в сотрудничестве с Питом Куном. Альбом «Kiireen kääntöpuoli» вышел в 2007 году.
Его дочь Эйла (род. 19 апреля 1990) тоже музыкант и играла на скрипке и пела в Sattuma.
В августе 2021 года вышла книга за авторством Арто Ринне под названием «Karjalaan kaikonneita». Книга была издана Фондом Юминкеко.